# Elecciones municipales de Maynas de 1995
Las elecciones municipales de Maynas de 1995 se llevaron a cabo el 12 de noviembre de 1995 para elegir al alcalde y al Concejo Provincial de Maynas para el periodo 1996-1998. La elección se celebró simultáneamente con elecciones municipales en todo el país.

## Sistema electoral
La Municipalidad Provincial de Maynas es el órgano administrativo y de gobierno de la provincia de Maynas. Está compuesta por el alcalde y el Concejo Provincial.
La votación del alcalde y el concejo se realiza en base al sufragio universal, que comprende a todos los ciudadanos nacionales mayores de dieciocho años, empadronados y residentes en la provincia de Maynas y en pleno goce de sus derechos políticos, así como a los ciudadanos no nacionales residentes y empadronados en la provincia de Maynas.
El Concejo Provincial de Maynas está compuesto por 19 regidores elegidos por sufragio directo para un período de tres (3) años, en forma conjunta con la elección del alcalde (quien lo preside). La votación es por lista cerrada y bloqueada. Se asigna a la lista ganadora los escaños según el método d'Hondt o la mitad más uno, lo que más le favorezca.

## Composición del Concejo Provincial de Maynas
La siguiente tabla muestra la composición del Concejo Provincial de Maynas antes de las elecciones.
| Partidos | Partidos                  | Regidores |
| -------- | ------------------------- | --------- |
|          | Acción Popular            | 11        |
|          | Lista Independiente N° 49 | 5         |
|          | Lista Independiente N° 29 | 3         |

## Partidos y candidatos
A continuación se muestra una lista de los principales partidos y alianzas electorales que participaron en las elecciones:
| Candidatura | Candidatura | Partidos y alianzas              | Candidatos | Candidatos                 | Ideología                                | Resultado previo | Resultado previo | Ref. |
| Candidatura | Candidatura | Partidos y alianzas              | Candidatos | Candidatos                 | Ideología                                | Votos (%)        | Reg.             | Ref. |
| ----------- | ----------- | -------------------------------- | ---------- | -------------------------- | ---------------------------------------- | ---------------- | ---------------- | ---- |
|             | AP          | Lista - Acción Popular (AP)      |            | Sin información disponible | Humanismo Nacionalismo cívico Reformismo | 40.54%           | 11               |      |
|             | IND         | Lista - Lista Independiente N° 7 |            | Jorge Chávez Sibina        | Localismo mayneño                        | Nuevo            | Nuevo            |      |
|             | IND         | Lista - Lista Independiente N° 9 |            | Sin información disponible | Localismo mayneño                        | Nuevo            | Nuevo            |      |

Otros candidatos
| Partidos y alianzas | Partidos y alianzas       | Candidatos                 |
| ------------------- | ------------------------- | -------------------------- |
|                     | Lista Independiente N° 11 | Sin información disponible |
|                     | Lista Independiente N° 41 | Sin información disponible |
|                     | Lista Independiente N° 43 | Sin información disponible |

## Resultados

### Sumario general
|                        |                           |              |              |              |           |           |
| Partidos y coaliciones | Partidos y coaliciones    | Voto popular | Voto popular | Voto popular | Regidores | Regidores |
| Partidos y coaliciones | Partidos y coaliciones    | Votos        | %            | +/−          | Total     | +/−       |
|                        | Lista Independiente N° 7  | 49,926       | 43.88        | n/a          | 10        | +10       |
|                        | Lista Independiente N° 9  | 40,153       | 35.29        | n/a          | 6         | +6        |
|                        | Acción Popular (AP)       | 17,859       | 15.70        | –24.84       | 3         | –8        |
|                        | Lista Independiente N° 11 | 3,717        | 3.27         | n/a          | 0         | ±0        |
|                        | Lista Independiente N° 41 | 1,714        | 1.51         | n/a          | 0         | ±0        |
|                        | Lista Independiente N° 53 | 405          | 0.36         | n/a          | 0         | ±0        |
|                        |                           |              |              |              |           |           |
| Total                  | Total                     | 113,774      |              |              | 19        | ±0        |
|                        |                           |              |              |              |           |           |
| Votos válidos          | Votos válidos             | 113,774      | 87.61        | +2.05        |           |           |
| Votos en blanco        | Votos en blanco           | 7,119        | 5.48         | +2.15        |           |           |
| Votos nulos            | Votos nulos               | 8,971        | 6.91         | –4.21        |           |           |
| Votos emitidos         | Votos emitidos            | 129,864      | 72.47        | +1.09        |           |           |
| Abstenciones           | Abstenciones              | 49,324       | 27.53        | –1.09        |           |           |
| Votantes registrados   | Votantes registrados      | 179,188      |              |              |           |           |
|                        |                           |              |              |              |           |           |
| Fuente:                |                           |              |              |              |           |           |

## Elecciones municipales distritales

### Resultados por distrito
La siguiente tabla enumera el control de los distritos de la provincia de Maynas. El cambio de mando de una organización política se resalta del color de ese partido.
| Distrito       | Alcalde(sa) titular        | Partido político | Partido político                | Alcalde(sa) electo(a)                          | Partido político                               | Partido político                               |
| -------------- | -------------------------- | ---------------- | ------------------------------- | ---------------------------------------------- | ---------------------------------------------- | ---------------------------------------------- |
| Alto Nanay     | Leonardo Wong Pinche       |                  | Lista Independiente N° 21       | Elecciones municipales complementarias de 1996 | Elecciones municipales complementarias de 1996 | Elecciones municipales complementarias de 1996 |
| Fernando Lores | Enriquez Paredes Zumba     |                  | Acción Popular                  | Josué Vásquez Rengifo                          |                                                | Lista Independiente N° 11                      |
| Indiana        | Elisbán Ochoa Sosa         |                  | Lista Independiente N° 35       | Elisbán Ochoa Sosa                             |                                                | Lista Independiente N° 5                       |
| Las Amazonas   | Oswaldo Ruiz Campos        |                  | Acción Popular                  | Itler Laulate López                            |                                                | Lista Independiente N° 5                       |
| Mazán          | Víctor Lozano Calampa      |                  | Izquierda Unida                 | Víctor Lozano Calampa                          |                                                | Lista Independiente N° 5                       |
| Napo           | Aníbal Flores Orbe         |                  | Frente Nacional de Trabajadores | Wilson Guerrero Machado                        |                                                | Lista Independiente N° 11                      |
| Punchana       | Arquímedes Santillán Gómez |                  | Acción Popular                  | Delicia Manzur Khan                            |                                                | Lista Independiente N° 9                       |
| Putumayo       | Gerardo Álvarez Vázquez    |                  | Acción Popular                  | Gerardo Álvarez Vázquez                        |                                                | Acción Popular                                 |
| Torres Causana | Wilson Guerrero Machado    |                  | Partido Aprista Peruano         | Richard Oraco Noteno                           |                                                | Lista Independiente N° 27                      |
| Yaquerana      | Moisés Bendayán Acosta     |                  | Lista Independiente N° 47       | Wilson Jiménez Maricahua                       |                                                | Lista Independiente N° 11                      |